# Porto Estrela
Porto Estrela est une municipalité brésilienne située dans l'État du Mato Grosso.